# Preolitschindel

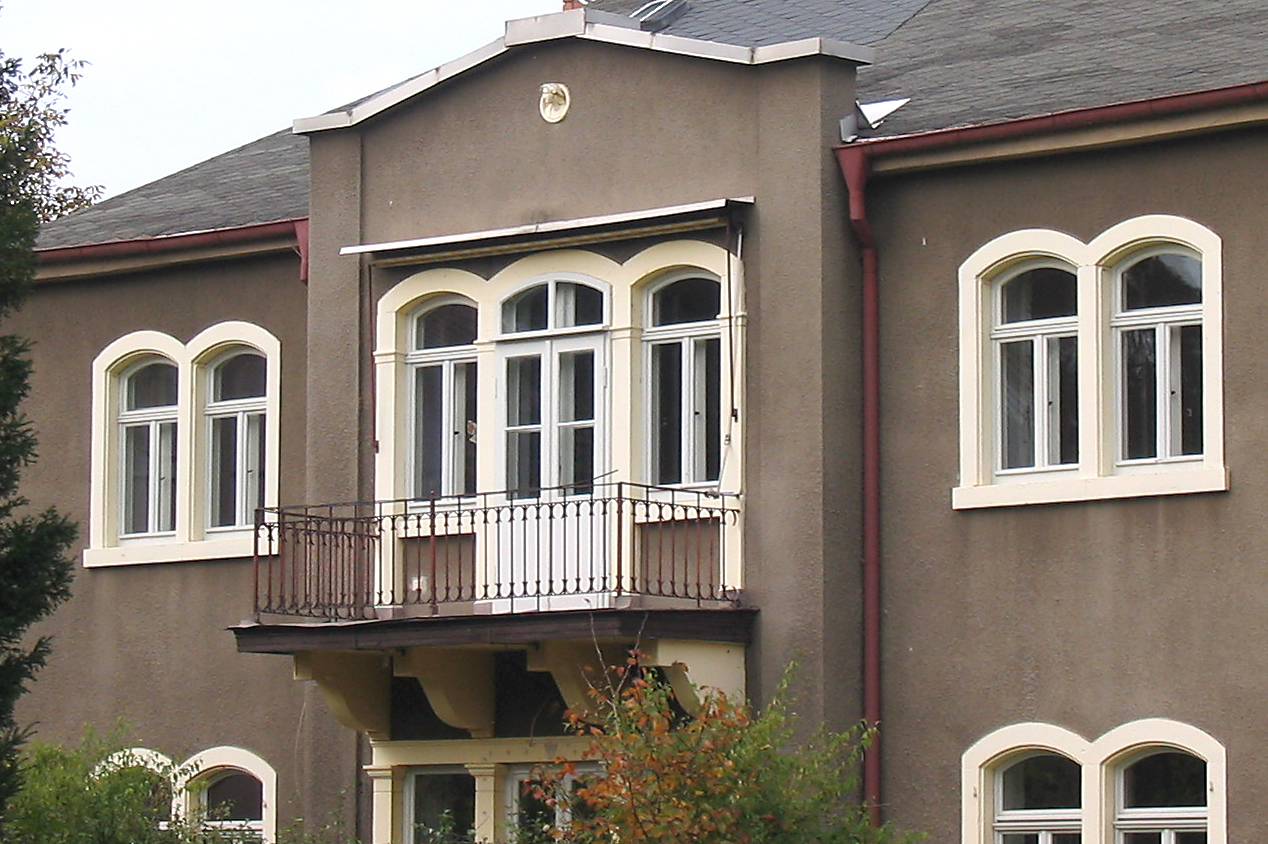
Villa in Radebeul. Ehemalige Dachdeckung mit Preolit-Schindeln (2008)

Preolitschindeln sind eine typische DDR-Bedachung. Als Bitumen-Schindel sind sie gegen Flugfeuer und strahlende Wärme gemäß DIN 4102 Teil 7 widerstandsfähig (Brandverhalten). Da sie der Baustoffklasse B2 („normalentflammbar“) gemäß DIN 4102 Teil 1 angehören, gelten sie als Hartdach. Das Material wird heute auch mit Glasfaservlies-Einlage produziert.
Preolitschindeln werden als ausgestanzte Formbahnen verlegt; die nebeneinanderliegenden, verbundenen Schindeln haben dann Rechteck-, Dreiecks- oder Biberschwanz-Formen.
Preolit war ein Markenname der August Prée GmbH Chemische Werke Coswig, später VEB Dachpappen- und Isolierstoffe Coswig.